# Bohdan Geisler
Bohdan Maria Józef Geisler (ur. 7 grudnia 1896 w Oświęcimiu, zm. 28 lutego 1957 w Wielkiej Brytanii) – podpułkownik dyplomowany piechoty Wojska Polskiego i Polskich Sił Zbrojnych.

## Życiorys
Bohdan Maria Józef Geisler urodził się 7 grudnia 1896 w Oświęcimiu. Był synem Eugeniusza (1870–1924) i Sabiny z Klęsków (1867–1920). Miał pięcioro rodzeństwa: Marię (1898–1937), Irmę (1899–1987), Wandę (1904–1957), Tadeusza (1906–1970) i Adama (1909–1912).
Przed 1914 był członkiem zarządu samborskiego „Sokoła”, komendantem tamtejszych drużyn skautowych, w sierpniu 1914 dowódcą braci harcerskiej). W 1914 zdał egzamin dojrzałości w C. K. Gimnazjum Arcyksiężniczki Elżbiety w Samborze. Po maturze zamierzał podjąć studia medyczne.
Podczas I wojny światowej walczył w szeregach 2 pułku ułanów Legionów Polskich .
Po odzyskaniu przez Polskę niepodległości został przyjęty do Wojska Polskiego. Uczestniczył w wojnie polsko-bolszewickiej. 3 maja 1922 roku został zweryfikowany w stopniu kapitana ze starszeństwem z dniem 1 czerwca 1919 roku i 1780. lokatą w korpusie oficerów piechoty, a jego oddziałem macierzystym był 80 pułk piechoty w Słonimiu. W 1923 roku pełnił służbę w Doświadczalnym Centrum Wyszkolenia w Rembertowie, pozostając oficerem nadetatowym 70 pułku piechoty w Jarocinie. 1 lutego 1924 roku powrócił do macierzystego 70 pułku piechoty.
Następnie odbył VII Kurs Normalny od 1926 od 1928 w Wyższej Szkole Wojennej w Warszawie. Z dniem 31 października 1928 roku, po ukończeniu kursu i otrzymaniu dyplomu naukowego oficera Sztabu Generalnego został przydzielony do Szkoły Podchorążych Piechoty w Ostrowi Mazowieckiej. 27 stycznia 1930 roku został mianowany majorem ze starszeństwem z dniem 1 stycznia 1930 roku i 87. lokatą w korpusie oficerów piechoty. 23 października 1931 roku został przeniesiony do dowództwa 29 Dywizji Piechoty w Grodnie na stanowisko szefa sztabu. 26 stycznia 1934 roku ogłoszono jego przeniesienie do 81 pułku piechoty w Grodnie na stanowisko dowódcy batalionu. W 1937 lub 1938 roku został mianowany podpułkownikiem w korpusie oficerów piechoty. Następnie był wykładowcą przedmiotu taktyka ogólna I kursu Wyższej Szkoły Wojennej w Warszawie.
Walczył w kampanii wrześniowej 1939 roku. Od 7 września był szefem sztabu Poznańskiej Brygady Obrony Narodowej. 18 września w czasie bitwy nad Bzurą dostał się do niemieckiej niewoli. W niewoli przebywał do wiosny 1945 roku między innymi w Oflagu IV A Hohnstein (numer jeniecki 49028). Po uwolnieniu z niewoli został przyjęty do Polskich Sił Zbrojnych. Był członkiem Komisji Historycznej Sztabu Głównego.
Po wojnie pozostał na emigracji w Wielkiej Brytanii. W 1954 roku został członkiem Komisji Reorganizacyjnej Skarbu Narodowego, a 23 września tego roku został członkiem Tymczasowej Głównej Komisji Skarbu Narodowego. Od 10 grudnia 1954 do 7 czerwca 1955 był kierownikiem Ministerstwa dla Spraw Obywateli Polskich na Obczyźnie w rządzie Stanisława Mackiewicza. Zmarł 27 lutego 1957. Pośmiertnie został mianowany pułkownikiem w korpusie oficerów piechoty. Pochowany na Brompton Cemetery w Londynie (sektor J).

## Ordery i odznaczenia

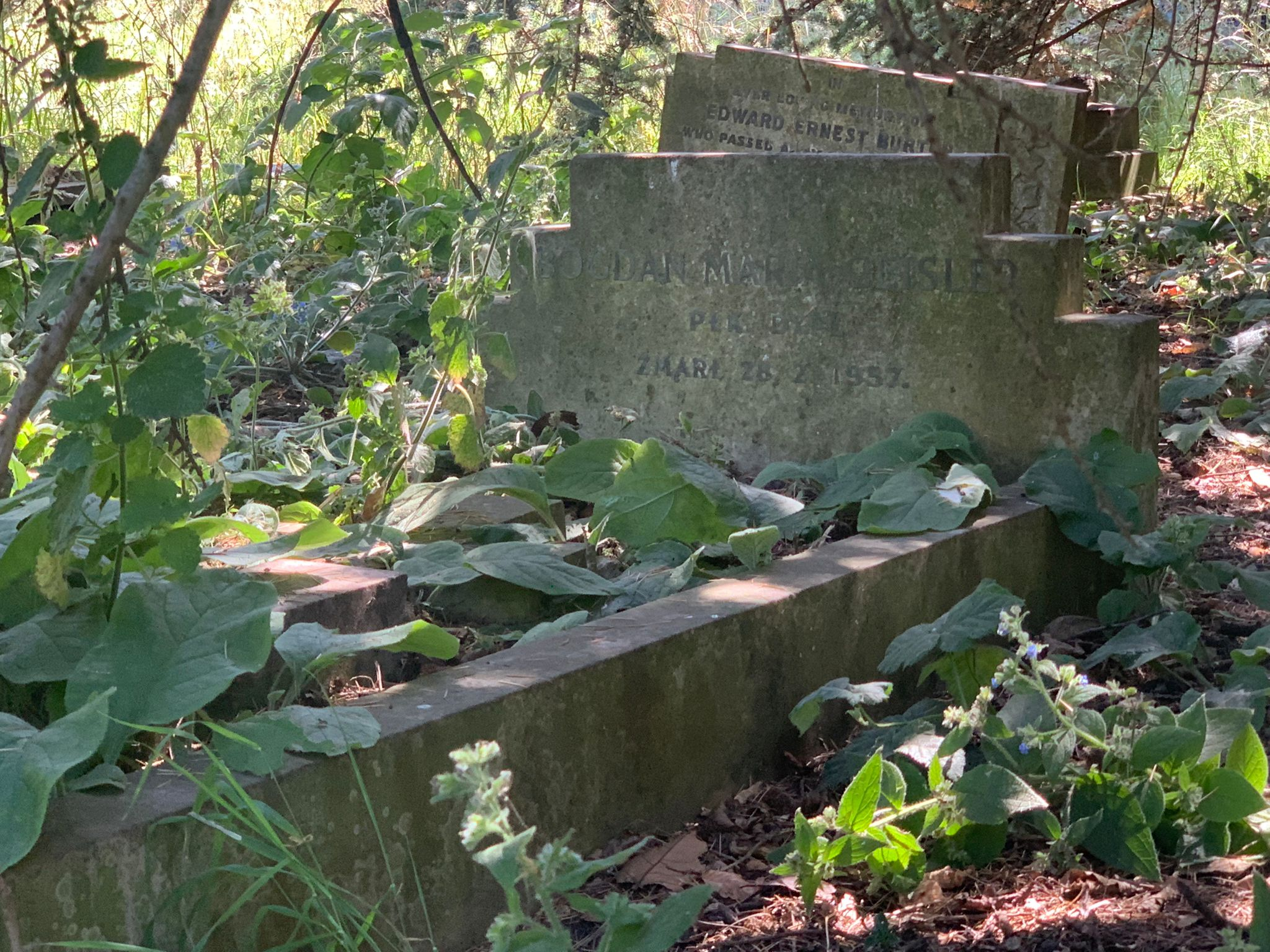
Grób Bohdana Geislera na Brompton Cemetery

- Krzyż Komandorski z Gwiazdą Orderu Odrodzenia Polski (pośmiertnie, 11 maja 1957)[22]
- Krzyż Niepodległości (25 stycznia 1933)[23]
- Krzyż Walecznych (czterokrotnie)
- Złoty Krzyż Zasługi (25 maja 1939)[24]